# Dolenja Brezovica, Brezovica
Dolenja Brezovica je naselje v Občini Brezovica.